# Red para la Justicia Fiscal
La Red por Justicia Fiscal es una coalición independiente de investigadores y activistas preocupados por los supuestos efectos dañinos de la evasión de impuestos, la competencia fiscal y los paraísos fiscales.
La dirección de la red —constituida como una organización no gubernamental sin ánimo de lucro con una Constitución democrática— está a cargo de un Comité de Dirección Internacional, elegido por todos los miembros de la misma; pero su orientación es decidida por el Consejo de Miembros y Simpatizantes, que se reúne anualmente y hace públicas sus actas; también cuenta con un Secretariado Internacional localizado en la New Economics Foundation, en Londres. 
La red cuenta con especialistas en derecho, economía e impuestos para ofrecer asesoría en cuestiones políticas, y con un grupo de expertos para ayudar en la publicación de notas de prensa; y publica un boletín informativo trimestral gratuito en formato electrónico.
Para la organización Tax Justice Network, en su informe de 2020 Reino Unido, Holanda, Luxemburgo y Suiza son responsables de la mitad de las pérdidas fiscales anuales mundiales: 199.000 millones de euros.

## Miembros
La Red incluye:
- organizaciones para el desarrollo y varias ONG;
- grupos religiosos;
- sindicatos;
- académicos;
- periodistas;
- economistas;
- profesionales financieros, y
- grupos de interés público.[¿cuál?]

## Objetivos fundacionales
Los objetivos fundacionales de la Red son:
- incrementar el conocimiento público sobre el oscuro mundo de las finanzas offshore;
- promover enlaces entre partes interesadas en todo el mundo, especialmente incluyendo países en desarrollo;
- estimular y organizar esfuerzos de investigación y debates;
- promover y asistir la organización de campañas nacionales e internacionales.

La red sostiene que los paraísos fiscales causan pobreza. En marzo de 2005 la Red publicó una nota de prensa titulada The Price of Offshore (El precio del Offshore), que estimaba que la cantidad de dinero mantenida por individuos en paraísos fiscales es de cerca de 11,5 billones de dólares. Usando esta estimación, en la nota se calcula que en consecuencia la cantidad perdida en impuestos en todo el mundo es de 255 mil millones de dólares anuales. Esta cantidad sería más que suficiente para sufragar los costes financieros del Objetivos de Desarrollo del Milenio de la ONU de reducir la pobreza mundial a la mitad en 2015.
En junio de 2000, Oxfam publicó un informe titulado Releasing the Hidden Billions for Poverty Eradication (Liberando los Millardos Ocultos para la Erradicación de la Pobreza) que se centra en el gran impacto perjudicial de los paraísos fiscales en los países en desarrollo, y explica por qué este impacto negativo es más grave en el Sur.
La Red edita una publicación gratuita titulada Hacednos pagar impuestos si podéis, que ofrece una guía al lenguaje de las normas fiscales internacionales y muestra cómo los "profesionales" se benefician de prácticas fiscales abusivas. También muestra los numerosos fallos normativos que han ayudado a crear la economía en la sombra de los paraísos fiscales, y propones una serie de soluciones prácticas a esta crisis global.

### Campañas y objetivos
Los objetivos de las campañas de la organización se explican en la parte 2 de la Declaración de la RJF: Un Manifiesto por la Justicia Fiscal, y en el anexo al Manifiesto se esbozan algunas propuestas para establecer normativas amplias que ayuden a corregir el problema.
Las campañas de la RJF pretende identificar y remediar las deficiencias de las normativas fiscales nacionales e internacionales, y conectar las campañas existentes en diferentes países en un movimiento mundial.
En particular las campañas de la RJF pretenden:
- promover más campañas locales para la justicia fiscal, particularmente en países en desarrollo;
- proporcionar un medio a través del cual se pueda promover la discusión de problemas de justicia fiscal en agencias multilaterales como la ONU, el Banco Mundial, el FMI, la OCDE y la Unión Europea.

El propósito de las operaciones a este nivel es combatir las actividades de cabildeo de organizaciones de contabilidad, negocios o Derecho que emplean considerables cantidades de tiempo y dinero en asegurar un trato fiscal favorable para los individuos ricos y poderosas organizaciones que conforman sus clientelas.
La red apoyó el lanzamiento de una Red de Justicia Fiscal para África en 2007, y organizó talleres anuales en los que participan investigadores, activistas y políticos. 